# Sipunculus (Sipunculus) nudus
Sipunculus (Sipunculus) nudus is een soort uit de stam Sipuncula (pindawormen).
De wetenschappelijke naam werd gepubliceerd in 1766 door Linnaeus.